# Faldgrube
En faldgrube eller dyregrav er et hul, en grav, en grube eller en skakt, man kan falde ned i, der kan bruges til jagt på større pattedyr.
Hulemalerier fra stenalderen i Europa viser faldgruber til jagt på rensdyr og elge. Arkæologiske udgravninger af faldgruber i Rødsmoen på Gråfjell i Norge har vist, at de er blevet brugt i en periode på 2000 år, hvor den første var den ældre bronzealder omkring 500-300 f.v.t., og muligvis helt frem til vikingetiden omkring år 1000, og herefter igen i en periode omkring 1700. I 1860 blev faldgruber som jagtmetode forbudt ved lov.
Der kan forsat findes faldgruber i det nordlige Skandinavien lavet til elge, rensdyr, ulve og bjørne.
Den oprindelige betydning skal formentlig søges i jægersproget, hvor en faldgrube er en tildækket, skjult grav, der bruges til fangst af storvildt. Den anbringes på de dyreveksler, som dyrene benytter.
Begrebet bruges normalt i overført betydning med en hentydning til fejlmuligheder, eller konsekvenser. F.eks. kan man advare en person mod at følge en bestemt vej, vel vidende, at det sandsynligvis vil gå galt.